# Operation Massaker
Operación Masacre (spanisch für "Operation Massaker") ist ein literarisches Werk, das dem investigativen Journalismus zugerechnet wird. Es wurde 1957 vom argentinischen Journalisten und Autor Rodolfo Walsh geschrieben. Das Buch erschien neun Jahre bevor Truman Capote Kaltblütig veröffentlichte, das Buch, das als erstes Werk der  nicht-fiktionalen Literatur gilt.

## Zusammenfassung
Der Bericht beschreibt das Massaker in der argentinischen Stadt José León Suárez, welches 1956 während der Jagd auf peronistische Studenten verübt wurde. Zu den Gejagten gehörte auch der Anführer der Oppositionsgruppe Juan José Valle. Diese Ereignisse fanden als Ergebnis eines Putsches von 1955 statt, bekannt als Revolución Libertadora. Während dieses Putsches wurde Präsident Juan Perón abgesetzt und General Pedro Eugenio Aramburu ergriff die Macht.

## Geschichte
Walsh erhielt einen Hinweis über die bevorstehende Operation im Dezember 1956, als er in einem Café Schach spielte. Operación Masacre wurde zwischen Mai und Juli 1957 im Journal Mayoría als Artikelserie veröffentlicht. Die Veröffentlichung erfolgte anonym.
Diese Artikel wurden später umgeschrieben und in einem Buch mit dem Titel Operación Masacre zusammengefasst.

## Kritik
Literaturkritiker Ángel Rama beschrieb das Buch als „Polizeigeschichte für die Armen“.
Der Roman beschreibt Gewalttaten, die nicht unerwartet, sondern auch unbestraft sind.
Daniel Link befand, dass das Buch literarische Genres überschreite und missachtete und als Vorläufer des neuen Genres des nicht-fiktionalen Romans gesehen werden müsse.

## Weiteres
Pedro Eugenio Aramburu, einer der Verantwortlichen für das Massaker, wurde 1970 durch die peronistischen Montoneros ermordet.

## Verfilmung
Operación Masacre wurde 1973 in Argentinien verfilmt. Jorge Cedrón schrieb das Drehbuch und führte Regie. In den Hauptrollen agierten Norma Aleandro, Carlos Carella, Víctor Laplace, Ana María Picchio und Julio Troxler.